# Будизам
Будизам (санскрт: Buddha Śãsana — Будино учење) јест филозофија и нетеистичка религија настала на северу Индије у 6. веку п. н. е.
Оснивач будизма је Сидарта Гаутама, по чијој духовној титули, Буда (будни), је учење добило име. Циљ Будиног учења је пробуђење, односно ослобођење ума напуштањем мржње, жеђи и незнања, и достизање нирване, стања највеће среће и окончања патње. Тренинг којим се ово постиже је племенити осмоструки пут. Будизам је у потпуности индивидуалан и медитативан. Интересантно је да је у будизму као и у шинтоизму и православном хришћанству обрађен појам моштију. Неки у ствари сматрају индијског цара Ашоку утемељитељем будизма као религије, пар векова након Буде који је утемељио филозофију.
Будизам се током 45 година Будиног подучавања и вековима после његове смрти проширио индијским подконтинентом, а потом и централном, јужном, источном и југоисточном Азијом. Иако се будизам често доживљава као аполитична религија, одувек је вршио знатан политички утицај на државе у којима је присутан. Често се наводи да историја будизма, за разлику од других религија, не познаје погроме, инквизиције, религијске ратове, лов на јеретике и спаљивање људи и књига у име одбране догме. Почетком 20. века будизам стиже у Европу и Америку.
Будиста највише има (приближно у милионима) у: Кини (укључујући Тибет) (102), Јапану (89,5), Тајланду (55,5), Вијетнаму (49,7), Мјанмару (41,6), Шри Ланки (12,5), Јужној Кореји (10,9), Тајвану (9,2), Камбоџи (9,1) и Индији (7). Процењује се да у свету има између 350 и 500 милиона будиста, што будизам чини једном од великих светских религија. У неким земљама југоисточне Азије, будизам је и данас државна вера.
Будизам се данас може поделити у три велике гране: теравада, махајана и вађрајана. Процењује се да од целокупне популације од 324 милиона будиста следбеници махајане чине 56 процената, тераваде 38 процената, а тантричког, односно тибетанског будизма 6 процената.
Срж будизма, упркос неповезаног настанка, представљена је у филозофији немачког филозофа Артура Шопенхауера.

## Историја

### Оснивање
Сидарта Гаутама (око 566. п. н. е. до 486. п. н. е.) је био мудрац и путујући учитељ који је живео на подручју данашње северне Индије и Непала. У будистичким житијима, Буда постаје митски прототип "божанског човека" у складу са индуском традицијом, који има бројне заједничке особине са савршеним људима у другим религијама.
Сидарта Гаутама је рођен око 560. п. н. е. у малој републици Сакја, у данашњем Непалу, у време када је то подручје било једно од средишта интелектуалне и духовне делатности. Сидартин отац је био члан савета републике Шакја, а он је себе описивао као кшатрију, члана владајуће касте. Међутим, он је напустио палату и постао просјак под именом Гаутама. Пошто је напустио двојицу учитеља који су га учили нечему што је било сродно јога филозофији и пракси приступио је, заједно са још петорицом ученика, суровим мучењима тела. Схвативши бесмисленост таквог немилосрдног аскетизма, почео је да проповеда умереност као средњи пут. Након пробуђења, прво је отишао у Варанаси, да би оној петорици просјака с којима је живео током шест година аскетског живота, у Јелењем парку одржао своју прву беседу о четири племените истине; она је постала позната као „Беседа о покретању точка дарме“. Саслушавши га и поверовавши му, постали су његови први следбеници. После прве проповеди, заједница обраћених спектакуларно је расла, привлачећи свештенике, краљеве и аскете. Наредних 45 година Буда је проповедао по североисточној Индији. Индијски будизам, заједно са другим растућим аскетским покретима, био је изазов самодопадљивом и стратификованом индуском друштву.
После Будине смрти, његов је наследник постао Махакашјапа, a не верни ученик и секретар Ананда који, обзиром да је двадесет година био у директној служби Пробуђеног, није имао слободног времена да усаврши медитацију да би постао архат. Када је Махакашјапа позвао архате на Сабор монаха у Рађагахи, Ананда није у то био укључен. Ананда се појавио на Сабору, рецитујући изреке (сутре) док је други ученик, Упали, долазећим генерацијама пренео правила дисциплине (винаја) која је научио од Буде.

### Расколи у раном будизму
До прве велике шизме дошло је након другог будистичког сабора, у 4. веку п. н. е., 100 година након Будине смрти. Подела је настала око погрешивости архата: да ли је он изнад сагрешења или је и даље погрешив? „Велика" традиција је заступала погрешивост архата, док је „мања", конзервативнија традиција сматрала да је архат савршен. Копља су се ломила око пет питања: да ли је архат и даље субјект искушења у сновима, да ли још има талог незнања, да ли има сумњи у погледу учења, да ли му је потребна помоћ у трагању за истином и да ли може досегнути до коначне истине узвиком „аха!" Две стране су биле вољне да се усагласе око четири од пет тачака, али заједница се распала због деликатног питања ноћних архатових полуција. Већина самге (касније махасангхика) је држала позицију да су архата и даље богиње могле да заведу у сну, док су „стари" (sthaviras, касније ставиравада) имали супротно становиште.
Распад монашке заједнице на две главне групе је, кроз даље расцепе, довело до сложеног система будистичких секти.
Даљи раскол десио се међу ставиравадинима у вези са концептом „особе" (пудгала) и њеног односа према пет гомила који чине људско биће. Ортодоксни ставиравадини су сматрали да је особа лингвистичка конвенција без икакве реалности, док су присталице Ватсипутре (ватасимутрије) тврдили да је особа нити идентична нити одвојена од састојака, већ квинтесенција која се сели из тела у тело. Критичари Ватсипутре су тврдили да он поново уводи стари брамански концепт атмана којег се Буда одрекао.
Педесет година касније, дошло је до поделе унутар велике заједнице (махасангике) на екавјавахарике, који су веровали да је ум по својој природи изнад било каквог скрнављења, и гокулике који су веровали да пет састојака личности треба да буду нула.
Могуће је да је последњи едикт цара Ашоке (237. п. н. е.), који је стао на страну ставиравадина, циљао на избацивање из заједнице старих групе монаха који су формирали језгро једне од најважнијих хинајана секти, сарвастиваде (од sarvam asti, „све јесте"). У доктрини сарвастиваде, све дарме, или феномени, било у прошлости или будућности, стварно постоје. Насупрот њима, ортодоксни стари сматрали су и прошлост и будућност за непостојеће. Пораст броја контрадикторних абидарми (коментара сутри), довео је до бројних нових хинајана секти у раном будизму. Чувени теравадини који су се скрасили у Шри Ланки негде око средине 3. века п. н. е., и чије је име пали верзија санскритске ставираваде, били су грана вибхађаваде.
Између 100. и 250. године, појавио се нови облик будизма који се усавршавао као средство ослобођења, супериорније од ранијих. Себе је прогласио махајаном, великим возилом, остављајући будизму из прошлости назив хинајана, или мање возило. Процес којим је махајана будизам заживео није у потпуности познат, али период транзиције око 100. године произвео је много важних текстова. Будизам је завршио успостављањем дихотомије између „сиромашне" и „богате" традиције. Прва је наглашавала људску димензију оснивача, друга његову божанску димензију.
Већ око 7. века, махајана будизам изгубио је своју виталност. У то време се јавља тантрички будизам, назван вађрајана, или дијамантско возило. Тантризам је стигао у Кину већ у 716. години.

### Ширење будизма
Индијски цар Ашока (3. век п. н. е.), прешао је у будизам и слао је мисије у Бактрију, Согдијану и Шри Ланку. Успех ове последње био је запањујући, јер су Синхалези до дана данашњег остали будисти. Из Бенгала и Шри Ланке, будизам је освојио Индокину и индонежанска острва (1. век). Преко Кашмира и источног Ирана, будизам је пропагиран у Средњој Азији и у Кини (1. век), у Кореји и у Јапану (552. или 538. година). У 7. веку, будизам је пустио корење у Тибету.
Махајана и вађрајана облици будизма су учени у индијским универзитетским центрима, од којих су најважнији били Наланда и Викрамасила. Уништењем тих центара 1197. и 1203. од стране муслиманских освајача, будизам је практично нестао из Индије. Тешко је објаснити његово повлачење пред исламом, када су хиндуизам и ђаинизам наставили да постоје. Па, ипак, на исти начин на који је будизам претрпео јаки утицај хиндуизма, тако ће хиндуизам асимилирати велики број будистичких идеја и вежби.

### Савремени период
У 20. веку, будизам је играо значајну улогу у политичком животу земаља насељених будистима, било да се ради о теравада, махајане, ламаизму или зен-будизму. Током рата у Кореји (1950—1953), многи манастири су спаљени, али се на југу појавио снажан световни покрет, отворени су универзитети окренути проучавању будизма и програми зен медитације у центрима као што су манастир Хаеин.
Посебно важан пример борбеног будизма јесте Вијетнам после повлачења француских колонизатора. Генерал Нго Дин Зјем, који је прихватио римокатолицизам, је срушен с власти од стране коалиције у којој је важно место имала будистичка санга. Зјем је покушао да врши римокатоличку евангелизацију Јужног Вијетнама и први противник који му се супротставио, као чувар суштине вијетнамизма, био је будизам, који је бранио Вијетнам од римокатолицизма са југа и комунизма са севера. Покрет за уједињење будизма и активан будистички мировни покрет током Вијетнамског рата имали су подршку од вијетнамског тјена.
Будизам под комунистичким режимима у Кини, Северној Кореји и Вијетнаму карактерише гушење монашког живота и брзо посветовљење свештенства.
Последњих деценија 20. века, будизам је испољио напор у циљу обнове и признања, представљајући се као религија примерена добу науке. Обнова истиче световњачке покрете, панбудистичке екуменске организације и ширење међу западним народима. Тежња за синтезом с небудистичким религијским елементима, својствена будизму у претходним вековима, настављена је у популарним синкретичким покретима, нарочито у Вијетнаму, Кореји и Јапану.
Почетком 21. века у Мјанмару, где будизам има изразито конзервативну улогу, многи будисти агитују против равноправности жена и муслиманске мањине и залажу се за доношење закона о заштити расе и религије.

## Основни појмови и принципи будизма

### Четири племените истине
Четири племените истине представљају фундаментални концепт будизма. Управо њиховим увиђањем Шакјамуни Буда (како се често назива историјски буда, Сидарта Гаутама) је доживео пробуђење и нирвану. У том смислу тежња и напор да се четири племените истине схвате, не само на интелектуалном нивоу већ, пре свега, на интуитивном нивоу, тзв. директним увидом, представљају суштину будистичког учења и праксе. Сматра се да је управо ово била тема прве проповеди коју је Буда одржао након што је доживео пробуђење.
Четири племените истине су:
1. Племенита истина о патњи (пали: дука) — постоји патња у животу свих бића
2. Племенита истина о настанку патње (пали: самудаја) — постоји узрок патње, а то су везаност и жеља (пали: танха - жеља, жеђ) који настају из незнања (авидја)
3. Племенита истина о престанку патње (пали: нирода) — постоји начин да се патња превазиђе, а то је ишчезавање и искорењивање везаности и жеље
4. Племенита истина о путу који води до престанка патње (санскрит: марга, пали: мага) — постоји начин да се елиминишу везаност и жеља, а то је осмоструки племенити пут

Када се говори о четири племените истине Буда се често упоређује са лекаром јер су истине изложене према древном индијском медицинском моделу:
1. постоји болест (постављање дијагнозе)
2. постоји узрок болести (анализа фактора који до болести доводе)
3. постоји начин да се болест излечи (констатовање прогнозе и постојања или непостојања начина за отклањање узрока болести)
4. прописивање лека односно начина да се болест излечи

Овакав приступ проблему представља једну од кључних карактеристика у дискусији будизма у односу на друге религије. Наиме, овиме се избегава метафизичка спекулација и потреба за вером у оно што се излаже. У свакој од четири племените истине се реферише на појаве и појмове који су у потпуности у домену искуства сваке особе што јој омогућава да на основу тог искуства да суд о истинитости или неистинитости предмета расправе. Штавише, у будистичким списима Буда управо инсистира на оваквом, емпиријском, приступу и неослањању на слепо веровање његовим речима. Од будисте се очекује да све изложено не прихвата само на основу вере у истинитост, већ се инсистира на активном преиспитивању учења кроз лично искуство и анализу тог искуства јер је, према Буди, то једини начин да се дође до истинског знања и самим тиме до ослобођења од патње.
Треба, међутим, истаћи да би било погрешно рећи да вера нема никакву улогу у будизму. Напротив, термин шрада (пали: сада) је битан конституент будистичког учења. Овај термин се приближно преводи као вера, мада он обухвата самопоуздање, упорност, скромност и истрајан напор. Иако се Буда противи слепом веровању базираном на ауторитету, традицији и сл. остаје потреба за одређеном дозом вере у будистичко учење. У принципу, срада је резултат дубоког промишљања и акумулираног искуства.
У контексту четири племените истине ово се пре свега односи на четврту — поверење у то да осмоструки племенити пут заиста води ка уништењу везаности и жеље. Једини доказ делотворности осмоструког племенитог пута и будистичког учења у целини је достизање нирване од стране Шакјамуни Буде и, касније, архата (пали: арахат или арахант — онај који је вредан; особа која је достигла пробуђење и нирвану али не самостално, као што је случај са будама, већ следећи будино учење). Но, пошто не постоји начин да се објективно и директно провери да ли су ове особе заиста постигле ослобођење од патње остаје нам да ту могућност прихватимо као истиниту на основу поверења. Иако се у различитим будистичким школама степен и објекти вере, односно поверења, разликују, можемо рећи да је вера у истинитост осмоструког племенитог пута заједничка свим школама. На тај начин вера у будизму игра улогу покретача особе на путу достизања пробуђења и нирване.

### Племенити осмоструки пут
Племенити осмоструки пут (пали: Ariyo aṭṭhaṅgiko maggo; санскрит: Ārya 'ṣṭāṅga mārgaḥ) јесте према учењу Готаме Буде пут који води до престанка патње (dukkha) у човековом животу. У суштини практичан водич за живљење, заснован на етичкој и медитативној дисциплини, племенити осмоструки пут је четврти члан групе од четири племените истине, које су обликовале и покретале развој касније будистичке традиције.
Као што само име говори, постоји осам елемената племенитог осмоструког пута и они су подељени у три основне категорије:
- мудрост (санскрит: prajñā, пали: paññā)

1. исправно разумевање
2. исправна намера
- морално понашање (санскрит: śīla, пали: sīla)

3. исправан говор
4. исправно деловање
5. исправно живљење
- усавршавање ума (санскрит и пали: samādhi)

6. исправан напор
7. исправна сабраност
8. исправна концентрација
У сваком од ових делова племенитог осмоструког пута реч „исправан“ јесте превод речи samyañc (санскрит) или sammā (пали), која означава потпуност, складност, а исто тако носи у себи значење „савршено“ или „идеално“.
Иако су делови пута нумерисани, то не значи да су они линеарна серија корака које неко мора један по један да начини како би напредовао ка просветљењу; уместо тога, њих би требало развијати више или мање симултано, онолико колико то допуштају индивидуалне способности, јер напредак у једном правцу олакшава развој и других квалитета, тако да се они међусобно допуњују и потпомажу.
У будстичкој симболици племенити осмоструки пут се често представља Точком дарме (санскрит: dharmacakra, пали: dhammacakka), чијих осам паока представљају осам елемената пута.

## Будистичка пракса

### Три уточишта
Три драгуља (санскрит: त्रिरत्न три-ратна, páli: तिरतन тиратана) су три главна обележја будизма, односно три ствари у којима сваки будиста може наћи уточиште. Стога су познате и као три уточишта. То су:
- Буда (пробуђени)
- Дхарма (учење)
- Сангха (заједница)

### Пет правила морала
- Не убијај и не повређуј друга жива бића,
- Не кради,
- Не злоупотребљавај сексуална задовољства
- Не злоупотребљавај говор
- Не конзумирај алкохол, дрогу и друге супстанце које помућују свест.

Будизам нема службени став о абортусу. Део будиста сматра, да је абортус погрешан и да живот почиње зачећем, а део одобрава побачаје.

### Медитација
Будистичка медитација представља низ техника којима се развијају свесност, концентрација, мирноћа и увид. Будисти упражњавају медитацију као део пута према просветљењу и нирвани (види: племенити осмоструки пут).
По будистичком схватању, медитација представља делатност у којој човек настоји да превазиђе дискурзивно размишљање, да уништи или спречи неповољна душевна стања, те зачне или утврди повољна душевна стања. Суштина будистичке медитације је у сабраности пажње и свесности, пажљивости и посматрању.

## Гране и школе будизма
Две су основне струје у будизму, теравада и махајана. Обе су настале на основу ранијих традиција, тако да је сасвим тешко прецизније датирати њихов настанак. Раније се сматрало да је прва школа заснована на канонским текстовима који прилично верно одражавају изворно Будино учење, док је друга изведена из много каснијег материјала. Данас наука сматра да то није тачно. Вађрајана будизам се понекад сматра трећом групом, док га неки сматрају тек делом махајана традиције.
Махајана се развила као група школа које се могу разврстати у две главне културне и лингвистичке категорије: тибето-монголска и сино-јапанска. Теравада будизам је био конзистентнији; проширио се без значајнијих промена из Индије на Шри Ланку, а одатле на југоисток Азије.

### Хинајана

#### Тхеравада
Тхеравада је била једна од осамнаест школа у којима се развила хинајана, а одржала се до данашњих дана. Тхеравада је најстарија постојећа будистичка школа, и кроз много векова била је доминантна религија на Шри Ланки (70% популације) и континенталним деловима Југоисточне Азије (Камбоџа, Лаос, Мјанмар, Тајланд). Такође се практикује, али у мањем обиму међу мањинама, у областима југоистичне Кине, Вијетнама, Бангладеша, Малезије и Индонезије. Од скора је популарна у Сингапуру и Аустралији.
Данас тхеравада будиста има око 100 милиона широм света, и у прошлим деценијама тхеравада почиње да „пушта корене“ на Западу.

### Махајана
Услед доктринарних разлика, као и критика на рачун опадања духовних мерила традиционалиста, у оквиру будизма поникао је нови правац, прозван махајана ("велико возило“ ка спасењу). Старија школа прозвана је хинајана, или „мало возило“. Махајана је већи нагласак придавала врлини саосећајности, и идеалу Бодисатве, као спаситеља, уместо архата, кога је наглашавала стара школа. Једну од одлика Махајане представљала је и употреба санскрита, универзалног језика индијских учењака.
Махајанска школа се проширила на северозапад Индије у подручје које је било под утицајем хеленистичке културе. Такође се проширила и на север, у средњу Азију, у 1. веку, а одатле у 2. веку даље у Кину. Преко Манијевог учења је овај облик будизма извршио утицај на хришћанство, а посебно на његове гностичке струје.

#### Чан/Зен
Зен (јапански: зен, кинески: ч'ан, санскрит: дхјана – медитација) је школа махајана будизма у којој се наглашава упражњавање дарме и искуствене мудрости, ради постизања пробуђења. Следствено томе, у другом плану су теоретско знање и проучавање списа.

### Вађрајана
Вађрајана ("дијамантско возило") или тантрички будизам је огранак будизма који се појавио у Индији у 6. и 7. веку. Развијао се под утицајем хиндуизма, што се огледа у служењу божанствима и употреби сложених ритуала. У 11. веку је вађрајана постала сасвим устаљена на Тибету, где је пролазила кроз даљи развој.

#### Тибетански будизам
Тибетански будизам (познат и као ламаизам) је посебан облик будистичког учења, карактеристичан за Тибет и подручје Хималаја, укључујући и Непал, Бутан, северну Индију, Монголију, североисточну Кину и Русију (Калмикија, Бурјатија и Тува). Укључује учења три велика „возила“ будизма: хинајану, махајану и вађрајану, као и елементе тибетанске пребудистичке религије у виду локалних божанстава примљених у будистички пантеон.
Након што је Народна Република Кина окупирала Тибет 1950-их година, тибетанске избеглице и дијаспора су прошириле утицај тибетанског будизма и у многе западне земље. Од 1959. године је Далај-лама живео у изгнанству, да би се недавно вратио на Тибет.

## Будистички списи

### Трипитака
Пали канон је збирка списа тхеравада будизма, који су сачувани на пали језику. Канонска књижевност на пали језику састоји се од „три кошаре“, због чега се такође назива типитака (санскрит: трипитака). Типитака укључује три збирке:
- Винаја-питака (о „склоповима појавног света"), правила монашке дисциплине
- Сута-питака, која се најчешће приписује Буди
- Абхидхама-питака ("о појавама"), систематизација филозофских појмова.

### Тибетански канон
== 
Тибетански будистички канон представља опус светих списа које признају разне школе тибетанског будизма. Подељен је на два дела:
- Канђур ("Преведена реч"), који је садржао дела приписивана Буди Сакјамунију, другим трансцендентним будама и тантричким божанствима која се идентификују као буде;
- Танђур ("Преведене расправе"), која садрже преведене списе индијских учењака и учитеља.[22]

## Будизам у Србији
Срђан Гојковић Гиле, фронтмен бенда Електрични Оргазам, најпознатији је будиста у Србији.
Први будистички манастир у Србији отворен је 2017. године у селу Чортановци недалеко од Новог Сада.
Будисти су присутни у Србији jош од двaдeсeтих годинa 20. вeкa. Историja будизмa у Србији почињe сa долaском зajeдницe Кaлмикa, зaпaдномонголског нaродa будистичкe вeрe, који је у тaдaшњу Крaљeвину Србa, Хрвaтa и Словeнaцa прeбeгaо из Русиje, нaкон Октобaрскe рeволуциje. Кaлмици су своj хрaм сaгрaдили 1929. године нa Звeздaри, нa грaници сa Мaлим Мокрим Лугом, a одобрeњe им је дaо крaљ Aлeксaндaр Кaрaђорђeвић. Тaдaшњи будистички хрaм у Бeогрaду је био први будистички хрaм у Eвропи. Други свeтски рaт и побeдa комунизмa нaвeли су Кaлмикe дa 1944. спaс потрaжe у Зaпaдноj Eвропи и СAД.
Прe двaдeсeтaк годинa групa појединaцa из Србиje зaинтeрeсовaлa сe зa изворно Будино учeњe и од тaдa до дaнaс рaдe нa промовисaњу провeрeних будистичких тeхникa и мeтодa рaзвиjaњa унутрaшњeг мирa и хaрмониje, сa посeбним нaглaском нa врлини, мeдитaцији, мудрости и сaосeћaњу.
Мaртa 2009. годинe рeгистровaни су кaо удружeњe грaђaнa и крeнули су сa издaвaчком дeлaтношћу.
Будистичка верска заједница Нићирен-Даишонин из Београда је 2019. године уписана у списак званичних цркава и верских заједница у Србији а исте године и Теравада Будистичка Заједница у Србији.